# باتريك بيتري
باتريك بيتري (بالرومانية: Patrick Petre)‏ (9 مايو 1997 ببوخارست في رومانيا - ) هو لاعب كرة قدم روماني في مركز الوسط. شارك مع منتخب رومانيا تحت 17 سنة لكرة القدم ومنتخب رومانيا تحت 19 سنة لكرة القدم. أما مع النوادي، فقد لعب مع دينامو بوخارست ونادي بوليتكنيكا ياشي وSepsi OSK Sfântu Gheorghe ‏.

## وصلات خارجية
- باتريك بيتري على موقع الاتحاد الأوربي (الإنجليزية)
- باتريك بيتري على موقع قاعدة بيانات كرة القدم.إي يو (الإنجليزية)
- باتريك بيتري على موقع Soccerway.com (الإنجليزية)